# Dipsas articulata
Espèce
Synonymes
- Dipsodomorus articulata Cope, 1868

Statut de conservation UICN

 LC  : Préoccupation mineure
Dipsas articulata  est une espèce de serpents de la famille des Dipsadidae.

## Répartition
Cette espèce se rencontre au Nicaragua, au Costa Rica et au Panama.

## Publication originale
- Cope, 1868 : An examination of the Reptilia and Batrachia obtained by the Orton Expedition to Equador and the Upper Amazon, with notes on other species. Proceedings of the Academy of Natural Sciences of Philadelphia, vol. 20, p. 96-140 (texte intégral).